# Asterix podbija Amerykę
Asterix podbija Amerykę (niem. Asterix in Amerika, fr. Astérix et les Indiens) – niemiecki film animowany z 1994 roku. Scenariusz powstał na podstawie komiksu Wielka przeprawa René Goscinnego i Alberta Uderzo (1975).

## Fabuła
Rzymianie postanawiają podbić terytorium Galów poprzez wystrzelenie z katapulty ich druida Panoramiksa, który był jedynym twórcą magicznego napoju. Bez niego bowiem nie mieli nadludzkiej siły, pozostawali garstką zwykłych wieśniaków i rzymski legion z łatwością by ich pokonał. Dlatego też Asteriks wraz ze swoim wiernym przyjacielem Obeliksem wyruszają w szaleńczą wyprawę by odnaleźć Panoramiksa, jak się jednak okazuje, odkryją nowy ląd.

## Obsada głosowa
| Postać                         | Wersja angielska (oryginalna) | Wersja niemiecka   | Wersja francuska    | Wersja hiszpańska     |
| ------------------------------ | ----------------------------- | ------------------ | ------------------- | --------------------- |
| Asteriks                       | Craig Charles                 | Peer Augustinski   | Roger Carel         | Pep Antón Muñoz       |
| Obeliks                        | Howard Lew Lewis              | Ottfried Fischer   | Pierre Tornade      | Carles Canut          |
| Getafiks (Panoramiks)          | Geoffrey Bayldon              | Ralf Wolter        | Henri Labussière    | Vicenç Manel Domènech |
| Lucullus (Tumulus)             | Christopher Biggins           | Michael Habeck     | Jean-Luc Galmiche   | Claudi García         |
| generał centurion Modus        | Jonathan Kydd                 | Andreas Mannkopff  | Yves Pignot         | Gonzalo Abril         |
| Juliusz Cezar                  | Henry McGee                   | Thomas Reiner      | Robert Party        | Camilo García         |
| czarownik                      | Rupert Degas                  | Tommi Piper        | Brak danych         | Miguel Ángel Jenner   |
| indianka Etishu                | Brak danych                   | Kristiane Backer   | Brak danych         | María del Mar Tamarit |
| narrator                       | John Rye                      | Harald Juhnke      | Pierre Tchernia     | Manolo García         |
| Vitalstatistiks (Abrarakuriks) | Brak danych                   | Jürgen Scheller    | François Chaix      | Pepe Mediavilla       |
| Kakofoniks                     | Rik Mayall                    | Jochen Busse       | Michel Tugot-Doris  | Juan Antonio Bernal   |
| Ahigieniks                     | Jonathan Kydd                 | Peter Zilles       | Jean Dautremay      | Adriá Frías           |
| Tenautomatiks                  | Brak danych                   | Oliver Stritzel    | Brak danych         | Alfonso Vallés        |
| kapitan Krwawobrody            | Brak danych                   | Walter Reichelt    | Joël Zaffarano      | Brak danych           |
| Panacea (Falbala)              | Brak danych                   | Brak danych        | Nathalie Spitzer    | Brak danych           |
| Impedimenta (Dobromina)        | Brak danych                   | Brak danych        | Claude Chantal      | Brak danych           |
| wódz Indian                    | Brak danych                   | Brak danych        | Sylvain Lemarié     | Ernesto Aura          |
| rzymianin                      | Brak danych                   | Brak danych        | Sylvain Lemarié     | Brak danych           |
| Stupidus                       | Brak danych                   | Brak danych        | Olivier Jankovic    | Luis Fenton           |
| pirat #1                       | Brak danych                   | Brak danych        | Thierry Buisson     | Brak danych           |
| pirat #2                       | Brak danych                   | Brak danych        | Philippe Sollier    | Brak danych           |
| pirat #3                       | Brak danych                   | Brak danych        | Christian Pélissier | Brak danych           |
| senator #1                     | Brak danych                   | Alexander Allerson | Philippe Valmont    | Brak danych           |
| senator #2                     | Brak danych                   | Michael Gahr       | François Jaubert    | Brak danych           |
| senator #3                     | Brak danych                   | Brak danych        | Michel Prud'homme   | Brak danych           |
| galernik                       | Brak danych                   | Brak danych        | Michel Prud'homme   | Brak danych           |
| legionista                     | Brak danych                   | Thomas Albus       | Brak danych         | Brak danych           |
| legionista                     | Brak danych                   | Michael Rüth       | Brak danych         | Brak danych           |
| Galowie                        | Brak danych                   | Peter Thom         | Brak danych         | Brak danych           |
| Corpulentus                    | Brak danych                   | Brak danych        | Brak danych         | Rafael Calvo          |
| szef kuchni                    | Rupert Degas                  | Brak danych        | Brak danych         | Brak danych           |
| papuga                         | Jonathan Kydd                 | Brak danych        | Brak danych         | Brak danych           |

## Wersja polska
Opracowanie wersji polskiej: na zlecenie Canalu+ – Start International Polska
Reżyseria: Joanna Wizmur
Dialogi polskie: Joanna Serafińska
Dźwięk i montaż: Hanna Makowska
Kierownik produkcji: Elżbieta Araszkiewicz
W wersji polskiej udział wzięli:
- Asteriks – Ryszard Nawrocki
- Obeliks – Tomasz Grochoczyński
- Getafiks – Henryk Łapiński
- Lucullus – Wojciech Paszkowski
- generał – Emilian Kamiński
- Cezar – Aleksander Mikołajczak
- czarownik – Zbigniew Konopka
- indianka – Iwona Rulewicz
- narrator – Jacek Brzostyński

i inni